# Bonnie Somerville
Bonnie Somerville (ur. 24 lutego 1974 w Nowym Jorku) – amerykańska aktorka filmowa i telewizyjna oraz piosenkarka, która grała w serialu Przyjaciele oraz Życie na fali.

## Filmografia
- 1998: Oni, ona i pizzeria (serial)
- 1999: Beverly Hills, 90210 (serial)
- 1999: Shake, Rattle and Roll: An American Love Story (serial)
- 2000: Crime and Punishment in Suburbia
- 2000: Zakręcony
- 2001–2002: Przyjaciele (serial)
- 2002–2003: Nie ma jak u teściów (serial)
- 2003: The Twilight Zone (serial)
- 2003: Życie na fali (serial)
- 2004: Without a Paddle
- 2004: Spider-Man 2
- 2004–2005: Nowojorscy gliniarze (serial)
- 2005−2006: Kill grill (serial)
- 2006: Jake in Progress (serial)
- 2006: The Danny Comden Project (serial)
- 2006: Weselna wojna (film TV)
- 2008: Kaszmirowa mafia (serial)
- 2009: Brzydka prawda
- 2009: Prawo ciążenia
- 2009: Rozwodnik Gary (serial)
- 2010: Przyjaciel świętego Mikołaja
- 2010: Bananowy doktor (serial)
- 2012: Ogień zwalczaj ogniem
- 2012: Mentalista (serial)
- 2013: Złoty chłopak (serial)
- 2014: Książę
- 2014: Zbuntowana mama
- 2015: Zabójcze umysły (serial)
- 2015–2016: Code Black (serial)
- 2016: Love You Like Christmas (film TV)
- 2020-2023: Zaprzysiężeni (serial)
- 2021: Nash Bridges (film TV)